# 꺅도요

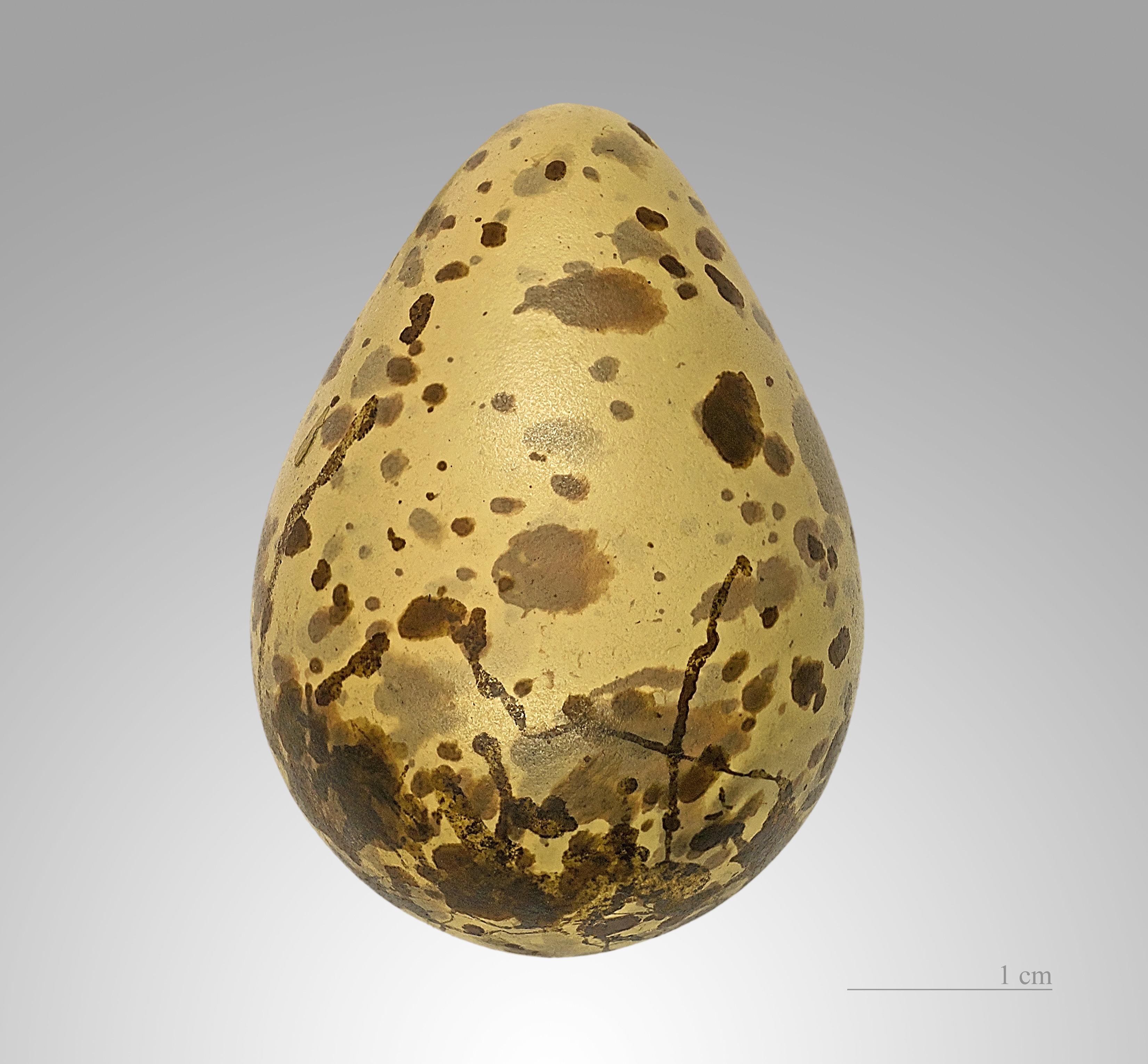
Gallinago gallinago

꺅도요(학명: Gallinago gallinago)는 도요과의 새이다.
몸길이 약 30센티미터로 꼬리는 짧고 부리가 길다. 몸은 짙은 갈색으로 머리 등에는 밝은 줄무늬가 있다. 시베리아·캄차카반도 등지에서 번식하고 한국·중국·일본·말레이시아·인도·아프리카에서 월동한다. 한국에는 4월과 9~10월에 큰 떼를 지어 날아와 논·연못가에서 살며, 두세 마리씩 나뉘어 갈대밭이나 벼 그루에 숨어 다니며 지렁이·곤충·잡초의 씨 등을 찾아 먹는다. 암컷은 알을 한번에 4개 낳으며, 알은 녹황색이나 회색이 감도는 황갈색 바탕에 초콜릿색의 반점이 뚜렷하다.